# 아시노유촌
아시노유촌(일본어: 芦之湯村)은 일본 가나가와현의 서부 아시가라시모군에 속했던 촌이다.

## 지리
촌내를 동서로 1급 국도 1호선이 횡단한다. 일급 국도 1호선의 최고 표고점이 촌내에 소재한다.

## 역사
- 802년(엔랴쿠 21년 5월 19일) - 803년(엔랴쿠 22년 5월 8일) - 후지산 분화로 사가미국 아시가라로(아시가라 고개)가 1차 폐쇄되고, 혼무라 지역을 통과하는 하코하리(하코네)로가 대신 도카이도로가 되었다.
  - 이후 아시가라 고개 노선도 재개되면서 두 개의 가도가 공존하게 되었다.
- 1280년(고안 3년) - 수행자들이 아시노유 온천을 신앙적인 탕치 장소로 사용했다는 기록이 남아있다.
- 1604년(게이초 9년) - 도카이도의 루트를 마을을 가로지르던 유자카도(가마쿠라 고도. 유자카산-센마산-타카노스산-아시노유-모토하코네)에서 새로 개통된 스운가와 강변(하코네 팔리, 현재의 가나가와 현도 732호 유모토하코네선)으로 변경되었다.
- 1662년(간분 2년) - 카츠마타 키요자에몬이 이 지역에 있던 습지 '아자가이케'를 개간, 개발. 온천장의 역사가 시작되었다.
- 1889년 4월 1일 - 정촌제 시행에 의해 아시가라시모군 아시노유촌이 성립하였다.
- 1920년 4월 1일 - 현재의 국도 1호선이 1급 국도 1호선으로 지정되었다.
- 1954년 1월 1일 - 모토하코네촌과 합병해 새로운 하코네정이 되었다.

## 교통

### 도로
- 1급 국도 1호 (현재의 국도 제1호선)

## 참고 문헌
- 角川日本地名大辞典編纂委員会,『角川日本地名大辞典 神奈川県』1984, 角川書店